# Academy of Science Fiction, Fantasy and Horror Films
Academy of Science Fiction, Fantasy and Horror Films (pl. Akademia filmów SF, fantasy i horroru) to organizacja założona w 1972 w USA w celu propagowania produkcji z gatunków science fiction, fantasy i horror w filmie, telewizji i wideo.
Akademia ma siedzibę w Los Angeles w Kalifornii. Założył ją Donald A. Reed. Corocznie przyznaje Nagrodę Saturna najlepszym filmom z promowanych gatunków.